# Anchistrotus obesus
Anchistrotus obesus är en insektsart som beskrevs av Buckton. Anchistrotus obesus ingår i släktet Anchistrotus och familjen hornstritar. Inga underarter finns listade i Catalogue of Life.